# Laze pri Kostelu
Laze pri Kostelu – wieś w Słowenii, w gminie Kostel. W 2018 roku liczyła 8 mieszkańców.